# Juin 1808

## Événements
- 4 juin : Joseph Bonaparte devient roi d'Espagne.

- 6 juin : la junte de Séville déclare la guerre à la France[1].

- 6 et 14 juin : victoires des insurgés catalans à Bruch, près de Barcelone[2].

- 7 juin : victoire française à la bataille du pont d'Alcolea[3].

- 9 – 14 juin : capture de l'escadre de Cadix par les Espagnols[4].

- 15 juin :
  - Murat devient roi de Naples.
  - Début du premier siège de Saragosse (fin le 12 août). Lefebvre-Desnouettes et Verdier échouent à prendre la ville défendue par Palafox[5].

- 16 juin : début d'une révolte populaire contre l'occupation française à Olhão, dans l'Algarve[6].

## Naissances
- 2 juin : Émile François Dessain, peintre français († 8 novembre 1882).
- 13 juin : Edme Patrice Maurice de Mac-Mahon, maréchal de France et président de la république française († 17 octobre 1893).
- 14 ou 16 : Édouard Perris, entomologiste français.
- 20 juin : Lorenzo Pareto (mort en 1861), géologue et homme politique italien.
- 21 juin : Bernard du Bus de Gisignies (mort en 1874), paléontologue, ornithologue et homme politique belge.

## Décès
- 10 juin : Jean Baptiste de Belloy, cardinal français, archevêque de Paris (° 9 octobre 1709).
- 17 juin : Louis-Joseph de Montmorency-Laval, cardinal français, évêque de Metz (° 11 décembre 1724).
- 19 juin : Alexander Dalrymple (né en 1737), géographe et hydrologue écossais.